# 007: Не час помирати
«007: Не час помирати» (англ. No Time to Die) — двадцять п'ятий фільм із серії фільмів про англійського агента Джеймса Бонда, героя романів Яна Флемінга. Роль Бонда вп'яте виконав Деніел Крейґ.
Бюджет фільму склав 250 млн доларів, і ще близько 100 млн дистрибутор Universal Pictures витратив на його міжнародне просування. На момент виходу найдорожчий фільм франшизи про Бонда. Колишній рекорд належав фільму Сема Мендеса «007: Спектр». Фільм коштував приблизно в 230 разів більше, ніж перший фільм франшизи «Доктор Ноу». Після прем'єри 30 вересня 2021 року в 54 країнах міжнародна каса 25-го фільму про Джеймса Бонда склала рекордні для голлівудських фільмів 119 млн доларів за 3 прокатних дні. Станом на лютий 2025 року стрічка зібрала у світовому прокаті понад $774 млн.
Саундтрек до фільму у лютому 2020 року записала Біллі Айліш.

## Синопсис
Бонд не є чинним секретним агентом — він залишив службу і насолоджується спокійним життям на Ямайці. Однак до нього приїжджає його приятель з ЦРУ Фелікс Лайтер і просить допомоги у порятунку викраденого вченого. Завдання з порятунку викраденого вченого виявляється небезпечнішим, ніж здавалося. В результаті Бонд йде по сліду загадкового лиходія, озброєного новими небезпечними технологіями.

## Сюжет
В Норвегії молода Мадлен Свонн стає свідком вбивства своєї матері терористом Люцифером Сафіном, коли той намагався вбити її батька, містера Вайта. Мадлен стріляє в Сафіна, але він виживає. Вона біжить на замерзле озеро і падає під лід, але він рятує її.
В теперішньому часі, після арешту Ернста Ставро Блофельда, Мадлен знаходиться в Матері з Джеймсом Бондом. Вбивці Спектра нападають на Бонда, коли він відвідує могилу своєї колишньої напарниці, Веспер Лінд. Хоча Бонд і Мадлен тікають від вбивць, він вважає, що вона зрадила його, і змушує її сісти на поїзд із Матери, закінчуючи їхні стосунки.
П’ять років потому вченого МІ-6 Вальдо Обручева викрала злочинна організація Спектр. За згоди Ем, Обручев розробив проект «Геракл», біозброю, яка містить наноботи, які заражають ціль як вірус при доторку; наноботи кодуються до ДНК людини, роблячи зброю смертельною для цілі і її родичів, але нешкідливою для інших. Бонд відпочиває на Ямайці, де з ним зв’язуються агент ЦРУ Фелікс Лейтер і його напарник Логан Еш, які просять його допомогти повернути Обручева; Бонд відмовляється. Але після зустрічі з Номі, агенткою MI-6, яка тепер використовує кодове ім’я 007, Бонд погоджується допомогти.
На Кубі Бонд зустрічає Палому, агентку ЦРУ, яка співпрацює з Лейтером. Вони проникають на зустріч Спектра, щоб забрати Обручева. Знаходячись в тюрмі в Белмарші, Блофельд використовує безтілесне біонічне око, щоб бачити зустріч і випустити туман наноботів, щоб вбити Бонда. Однак Обручев перепрограмував наноботів за наказом Сафіна, і натомість вони вбивають всіх членів Спектра. Бонд захоплює Вальдо і зустрічається з Лейтером та Ешем. Останній виявився подвійним агентом, який працює на Сафіна, і він вбиває Лейтера і тікає з Обручевим.
Ем організовує Бонду зустріч з Блофельдом, щоб дізнатися, у кого тепер перебуває «Геракл». В офісі Мадлен Сафін змушує її погодитися заразити себе дозою наноботів, щоб вбити Блофельда, з яким вона контактує з моменту його арешту. Коли Джеймс зустрічає Мадлен в тюрмі, він доторкається до неї і неусвідомлено заражає себе наноботами перед тим, як вона йде геть. Блофельд зізнається Бонду, що він був організатором засідки біля могили Веспер, щоб створити видимість того, що Мадлен зрадила Джеймса. Розгніваний Бонд душить Блофельда, неусвідомлено дозволяючи наноботам заразити і вбити останнього.
Бонд відслідковує Мадлен до дому її дитинства в Норвегії і дізнається, що у неї є п’ятирічна дочка Матільда, яка, як стверджує Мадлен, не є дитиною Джеймса. Також Мадлен розказує, що коли Сафін був хлопчиком, його сім’я була вбита її батьком за наказом Блофельда. Після того, як Сафін помстився за своїх рідних, організувавши смерть Блофельда і знищення Спектра, він і його посіпаки переслідують Бонда, Мадлен і Матільду. Хоча Джеймс перемагає головорізів і вбиває Еша, помстившись за смерть Лейтера, Сафін захоплює Мадлен і Матільду.
К'ю допомагає Бонду і Номі проникнути в штаб-квартиру Сафіна на острівній базі, перетвореній на завод наноботів, де Обручев масово виготовляє «Геракл» для Люцифера, щоб вбити мільйони людей. Під час перестрілки Номі вбиває Обручева, штовхнувши його в чан з наноботами. Джеймс протистоїть Сафіну, який тримає Матільду в заручниках; останній вдається втекти. Мадлен тікає від Прімо, посіпаки і колишнього представника Блофельда, і возз'єднується з Бондом і Матільдою. Номі відвозить Мадлен і Матільду з острова в безпечне місце; Джеймс залишається, щоб відкрити вибухостійкі двері бункерів на острові. Він запрошує ракетний удар від HMS Dragon, щоб знищити завод, а потім вбиває людей Сафіна, зокрема Прімо.
Сафін стріляє в Бонда, поранивши його. В бійці Люцифер заражає Джеймса флаконом наноботів, запрограмованих на вбивство Мадлен і Матільди. Прийнявши свою долю, Бонд вбиває Сафіна і відкриває бункери. Він зв’язується з Мадлен по радіо, щоб попрощатися і говорить їй, що любить її; Мадлен підтверджує, що Матільда — його дочка. Ракети попадають в острів, знищивши завод і вбивши Бонда. В МІ-6 Ем, Маніпенні, Номі, К'ю і Білл Таннер п’ють на згадку про Джеймса. Коли Мадлен відвозить Матільду в Матеру, вона розказує їй про її батька, Джеймса Бонда.

## У ролях
- Деніел Крейґ — Джеймс Бонд, агент 007.
- Рамі Малек — Люцифер Сафін, головний антагоніст фільму.
- Рейф Файнс — Гарет Маллорі, М, глава МІ-6 і старший офіцер Бонда.
- Наомі Гарріс — Єва Маніпенні, асистентка М.
- Рорі Кіннір — Білл Таннер, начальник штабу МІ-6.
- Леа Сейду — Доктор Мадлен Свонн, психіатриса і любовний інтерес Бонда, яка допомогла йому в попередній місії.
- Бен Вішоу — Q, квартирмейстер МІ-6, який постачає Бонда обладнанням для використання в польових умовах.
- Джеффрі Райт — Фелікс Лейтер, друг Бонда і оперативний співробітник ЦРУ.
- Ана де Армас — Палома.
- Лашана Лінч — Номі.
- Девід Денсік — Вальдо Обручев, лиходій.
- Крістоф Вальц — Ернст Ставро Блофельд.
- Далі Бенссалаг — Прімо
- Біллі Маґнуссен — Логан Еш

## Український Дубляж
- Студія: LeDoyen Studio

Ролі дублювали:
- Бонд — Михайло Жонін
- Мадлен — Юлія Перенчук
- Сафін — Олександр Погребняк
- Номі — Леся Островська
- М — Михайло Войчук
- Блофельд — Олесь Гімбаржевський
- Маніпенні — Олена Узлюк
- Кью — Павло Скороходько
- Теннер — Дмитро Завадський
- Обручев — Андрій Вільколек
- Палома — Марина Локтіонова
- Логан Еш — Михайло Тишин

## Сприйняття критиками
На сайті-агрегаторі рецензій Rotten Tomatoes фільм має 83 % «свіжості» на основі 416 рецензій із середнім рейтингом 7,30/10. Критичний консенсус сайту стверджує: «Це не найелегантніша або найсміливіша пригода 007, але „Не час помирати“ завершує перебування Денієла Крейґа в франшизі в задовільному стилі». На Metacritic стрічка отримала 68 балів зі 100 на основі 66-и рецензій від кінокритиків, що свідчить про «загалом позитивні рецензії».